# Сан-Габриел-да-Палья
Сан-Габриел-да-Палья (порт. São Gabriel da Palha)  —  муниципалитет в Бразилии, входит в штат Эспириту-Санту. Составная часть мезорегиона Северо-запад штата Эспириту-Санту. Входит в экономико-статистический  микрорегион Нова-Венесия. Население составляет 28 878 человек на 2007 год. Занимает площадь 432,814 км². Плотность населения — 66,0 чел./км².

## История
Город основан 14 мая 1963 года.

## Статистика
- Валовой внутренний продукт на 2005 составляет 199.137.000,00 реалов (данные: Бразильский институт географии и статистики).
- Валовой внутренний продукт на душу населения на 2003 составляет 3.596,25 реалов (данные: Бразильский институт географии и статистики).
- Индекс развития человеческого потенциала на 2000 составляет 0,742 (данные: Программа развития ООН).

## География
Климат местности: тропический. В соответствии с классификацией Кёппена, климат относится к категории Cfb.